# Oleg Owsiannikow
Oleg Władimirowicz Owsiannikow, ros. Олег Владимирович Овсянников (ur. 23 stycznia 1970 w Moskwie) – rosyjski łyżwiarz figurowy, startujący w parach tanecznych z Anżeliką Kryłową. Jest wicemistrzem olimpijskim z Nagano (1998), dwukrotnym mistrzem świata (1998, 1999), mistrzem Europy (1999), zwycięzcą finału Grand Prix (1998) oraz trzykrotnym mistrzem Rosji. Po zakończeniu kariery w 1999 r. został trenerem łyżwiarskim w Newark, a następnie w Moskwie.

## Życie prywatne
Jest żonaty z rosyjską łyżwiarką figurową występującą w parach tanecznych Anżeliką Kirchmajjer, która jest mistrzynią świata juniorów z 1989 r. Mają wspólnie córkę urodzoną w 2006 r. w Austrii.

## Kariera sportowa
W 1994 r. Owsiannikow rozpoczął współpracę z Anżeliką Kryłową, debiutując wspólnie w listopadzie, na przedsezonowych zawodach w Filadefii, które wygrali. W sezonie 1994/95 zostali brązowymi medalistami mistrzostw Europy oraz wywalczyli tytuł mistrzów Rosji. W kolejnych czterech sezonach nie schodzili z pierwszego bądź drugiego miejsca na podium. Ich walka o mistrzowskie tytuły ograniczała się do rywalizacji z rodakami Griszczuk/Płatow oraz Francuzami Anisina/Peizerat. W latach 1995–1999 wywalczyli trzy srebrne medale mistrzostw Europy oraz tytuł mistrzowski w 1999 r. Oprócz tego zostali dwukrotnie wicemistrzami świata (1996, 1997) oraz dwukrotnie mistrzami świata (1998, 1999). 

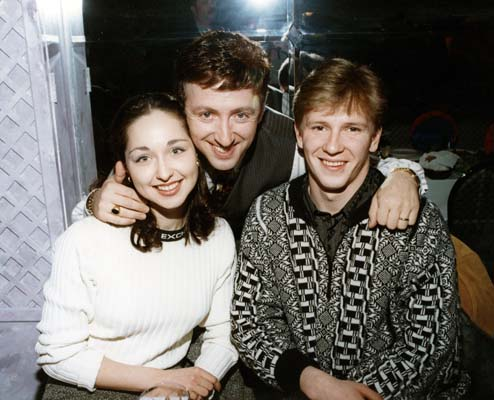
Kryłowa i Owsiannikow z Wiktorem Kaniewskim (w środku), choreografem ich tańca oryginalnego na IO w 1998 r.

Wzięli udział w Zimowych Igrzyskach Olimpijskich w 1998 r. w Nagano. Zdobyli tytuł wicemistrzów olimpijskich przegrywając z duetem Griszczuk/Płatow.
W kolejnym sezonie 1998/1999 byli niepokonani. Oprócz zdobycia dwóch tytułów mistrzowskich zostali zwycięzcami prestiżowego finału Grand Prix w Sankt Petersburgu.
Kryłowa i Owsiannikow planowali kontynuowanie kariery w sezonie 1999/2000 o czym świadczyły przygotowane nowe choreografie i kostiumy, jednak lekarze zalecili Anżelice zakończenie kariery w związku z jej kontuzją pleców i ryzykiem paraliżu. Kryłowa zaakceptowała porady lekarskie i zachęcała Owsiannikowa do znalezienia nowej partnerki, jednak ten odmówił i również zakończył karierę amatorską. Po roku przerwy wrócili do mniej wymagających treningów, które pozwoliły im wygrać mistrzostwa świata profesjonalistów w łyżwiarstwie figurowym w 2001 r.
Para zakończyła karierę profesjonalną 21 września 2004 r. 

## Kariera trenerska
Owsiannkow został trenerem łyżwiarskim razem ze swoją żoną Anżeliką Kirchmajjer w Newmark w stanie Delaware. Następnie w 2007 r. przeniósł się do Moskwy, gdzie otrzymał posadę szefa trenerów reprezentacji Rosji w łyżwiarstwie synchronicznym. Jest trenerem w KPRF Sport Club w Moskwie. 

## Osiągnięcia

### Z Kryłową (Rosja)
| Zawody               | 94–95          | 95–96          | 96–97          | 97–98          | 98–99          |                |                |                |                |                |                |                |                |                |                |                |                |
| Międzynarodowe       | Międzynarodowe | Międzynarodowe | Międzynarodowe | Międzynarodowe | Międzynarodowe | Międzynarodowe | Międzynarodowe | Międzynarodowe | Międzynarodowe | Międzynarodowe | Międzynarodowe | Międzynarodowe | Międzynarodowe | Międzynarodowe | Międzynarodowe | Międzynarodowe | Międzynarodowe |
| -------------------- | -------------- | -------------- | -------------- | -------------- | -------------- | -------------- | -------------- | -------------- | -------------- | -------------- | -------------- | -------------- | -------------- | -------------- | -------------- | -------------- | -------------- |
| Igrzyska olimpijskie |                |                |                | 2              |                |                |                |                |                |                |                |                |                |                |                |                |                |
| Mistrzostwa świata   | 5              | 2              | 2              | 1              | 1              |                |                |                |                |                |                |                |                |                |                |                |                |
| Mistrzostwa Europy   | 3              | 2              | 2              | 2              | 1              |                |                |                |                |                |                |                |                |                |                |                |                |
| GP Finał Grand Prix  |                | 2              | 2              |                | 1              |                |                |                |                |                |                |                |                |                |                |                |                |
| GP Sparkassen Cup    |                | 1              | 1              | 1              | 1              |                |                |                |                |                |                |                |                |                |                |                |                |
| GP Cup of Russia     |                |                | 1              | 1              | 1              |                |                |                |                |                |                |                |                |                |                |                |                |
| GP Skate America     |                | 2              | 1              |                |                |                |                |                |                |                |                |                |                |                |                |                |                |
| Igrzyska Dobrej Woli |                |                |                |                | 1              |                |                |                |                |                |                |                |                |                |                |                |                |
| Centennial On Ice    |                | 2              |                |                |                |                |                |                |                |                |                |                |                |                |                |                |                |
| Krajowe              |                |                |                |                |                |                |                |                |                |                |                |                |                |                |                |                |                |
| Mistrzostwa Rosji    | 1              | 2              |                | 1              | 1              |                |                |                |                |                |                |                |                |                |                |                |                |

### Z Kustarową (ZSRR, Rosja)
| Zawody                           | 91–92          | 92–93          | 93–94          |                |                |                |                |                |                |                |                |                |                |                |                |                |                |
| Międzynarodowe                   | Międzynarodowe | Międzynarodowe | Międzynarodowe | Międzynarodowe | Międzynarodowe | Międzynarodowe | Międzynarodowe | Międzynarodowe | Międzynarodowe | Międzynarodowe | Międzynarodowe | Międzynarodowe | Międzynarodowe | Międzynarodowe | Międzynarodowe | Międzynarodowe | Międzynarodowe |
| -------------------------------- | -------------- | -------------- | -------------- | -------------- | -------------- | -------------- | -------------- | -------------- | -------------- | -------------- | -------------- | -------------- | -------------- | -------------- | -------------- | -------------- | -------------- |
| Nations Cup                      |                |                | 3              |                |                |                |                |                |                |                |                |                |                |                |                |                |                |
| International de Paris           |                | 3              |                |                |                |                |                |                |                |                |                |                |                |                |                |                |                |
| Piruetten                        |                |                | 3              |                |                |                |                |                |                |                |                |                |                |                |                |                |                |
| Krajowe                          |                |                |                |                |                |                |                |                |                |                |                |                |                |                |                |                |                |
| Mistrzostwa Rosji                |                | 2              | 3              |                |                |                |                |                |                |                |                |                |                |                |                |                |                |
| Mistrzostwa Związku Radzieckiego | 4              |                |                |                |                |                |                |                |                |                |                |                |                |                |                |                |                |

### Ze Stekolnikową (ZSRR)
| Golden Spin Zagrzeb | 1 |

### Z Orłową (ZSRR)
| Mistrzostwa świata juniorów | 3 |